# Raoul Diagne
Raoul Diagne (Saint-Laurent-du-Maroni, 10 november 1910 – Créteil, 12 november 2002) was een Frans voetballer en voetbaltrainer. Hij werd geboren in Frans-Guyana en was de zoon van Blaise Diagne, een voormalig Senegalees politicus.
Diagne was de eerste donkerkleurige voetballer die werd geselecteerd voor het Frans voetbalelftal. Tevens werd hij in 1960 de eerste bondscoach van het Senegalees voetbalelftal.